# Liste der Baudenkmäler in Weyarn

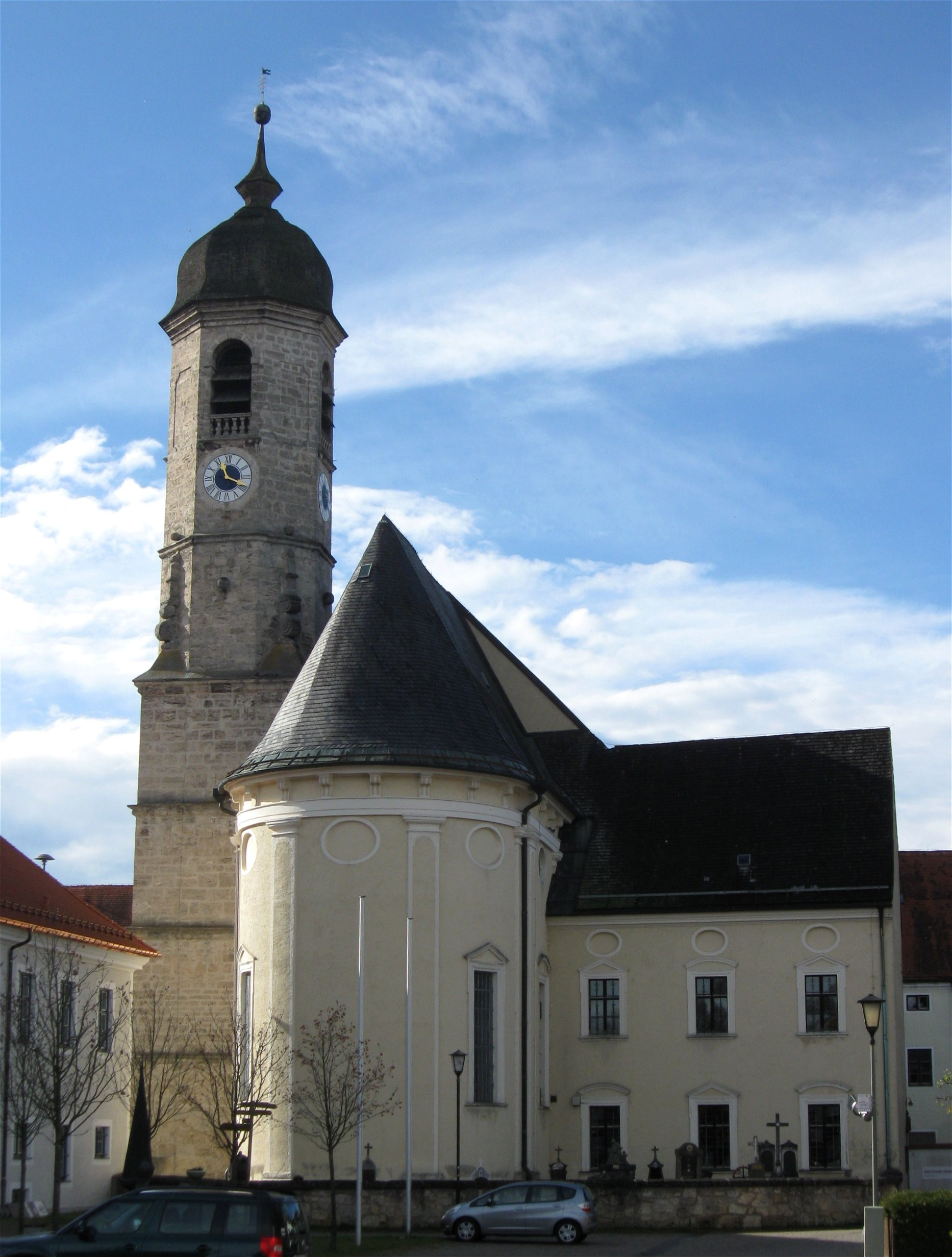
Pfarrkirche St. Peter und Paul

Auf dieser Seite sind die Baudenkmäler in der oberbayerischen Gemeinde Weyarn zusammengestellt. Diese Tabelle ist eine Teilliste der Liste der Baudenkmäler in Bayern. Grundlage ist die Bayerische Denkmalliste, die auf Basis des Bayerischen Denkmalschutzgesetzes vom 1. Oktober 1973 erstmals erstellt wurde und seither durch das Bayerische Landesamt für Denkmalpflege geführt wird. Die folgenden Angaben ersetzen nicht die rechtsverbindliche Auskunft der Denkmalschutzbehörde.

## Ensembles

### Ensemble Ehemaliges Augustinerchorherrnstift Weyarn

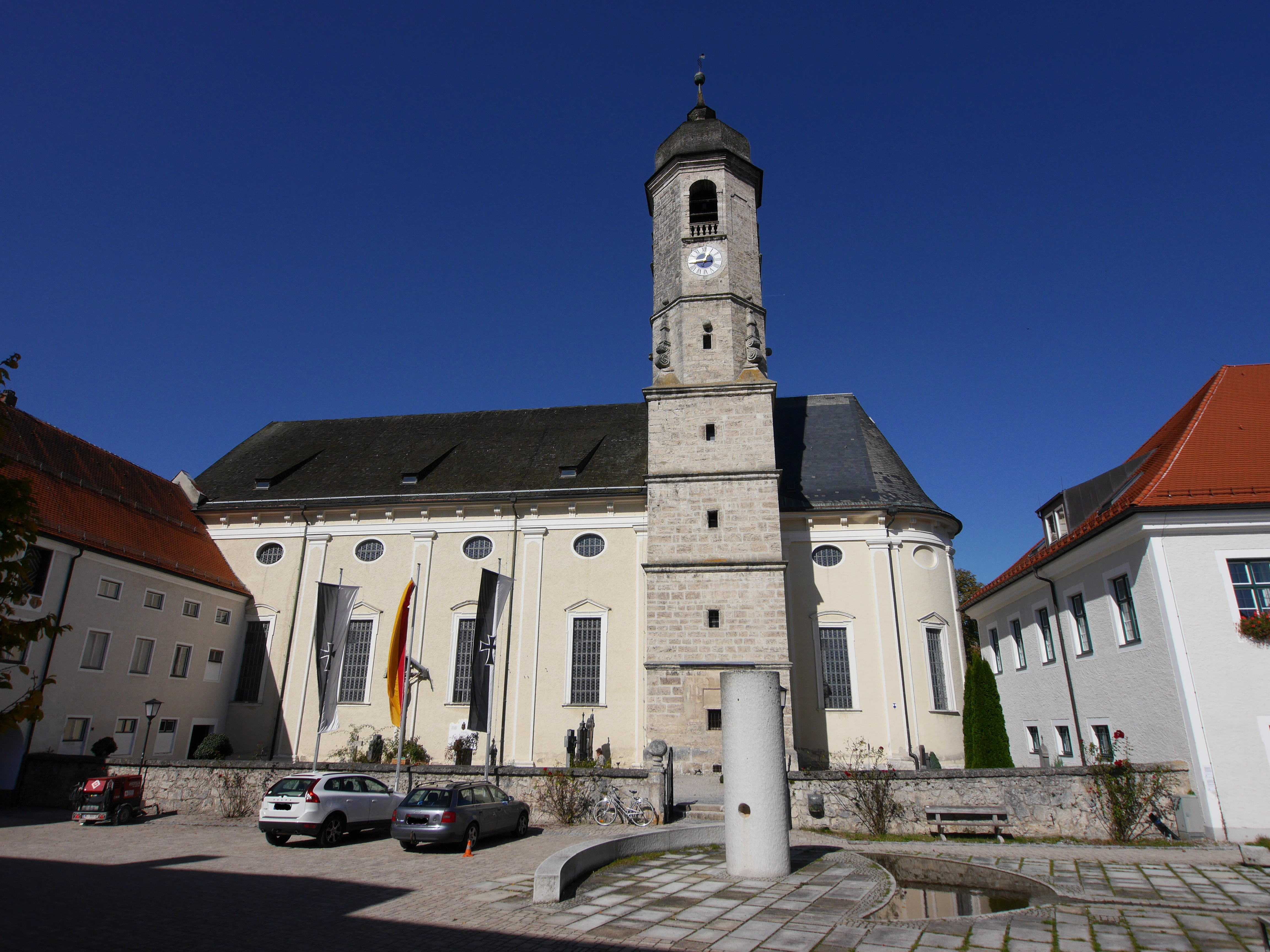

Das Areal des ehemaligen Augustinerchorherrnstifts Weyarn mit Stiftskirche, Stiftsgebäuden, den vorgelagerten Ökonomie- und Verwaltungsbauten sowie dem Stiftsgarten bilden ein Ensemble. Graf Siboto II. von Neuburg und Falkenstein übergab 1133 seine am Hochufer der Mangfall gelegene Burg an Erzbischof Konrad I. von Salzburg zur Gründung eines Augustinerchorherrnstifts mit einer St. Peter und Paul geweihten Kirche. Dass die Übergabe an Salzburg und nicht an den Bischof von Freising erfolgte, war wohl begründet durch das dort nach gleicher Ordnung lebende Domkapitel sowie die Schirmvogtschaft des Stiftenden über das Salzburger Domstift Herrenchiemsee. 1236 und 1350 kam es zu Brandunglücken im Stift. Die wiederaufgebaute Kirche konnten 1374 neu geweiht werden und zur finanziellen Unterstützung konnte in den Folgejahren mehrere Pfarreien inkorporiert werden. Dies stärkte die geistliche und künstlerische Strahlkraft von Weyarn.
Der Stiftsbezirk ist bestimmt durch den unmittelbar mit der Westfassade am Mangfallhang platzierten Kirchenbau mit dessen mächtigen Dach und dem hohen Turm mit oktogonalen Obergeschossen und hoher Haube. Der barocke Neubau entstand nach Entwurf des Graubündner Baumeisters Lorenzo Sciasca in den Jahren 1687 bis 1693 als Wandpfeilerkirche, einbezogen wurde der Turmunterbau aus der Zeit um 1630 mit einem 1713 aufgesetzten Turmoberteil. Unmittelbar an die Kirche schließen die Bauten des Stifts, der Bauteil nach Süden ist bezeichnet mit 1646, der nördliche Teil entstammt wohl etwa gleicher Zeit. An den nördlichen Trakt anschließend liegt der Klostergarten mit Sommerhaus. Östlich zur Kirche steht der stattliche zweigeschossige Walmdachbau des ehem. Richterstocks, ein barocker Bau aus dem frühen 18. Jahrhundert. Vorgelagert ist dem Richterstock ein Platz mit zwei Kapellen nach Süden, die ehemalige romanische Schlosskapelle der Burg und die Wallfahrtskapelle Maria Hilf von 1642. Vom Richterstock nach Norden und Osten erstreckte sich der umfangreiche Ökonomiehof, der sich nur mit Teilabschnitten erhalten hat.
Das ehemalige Augustinerchorherrenstift ist in einer hohen Dichte erhalten, so dass die unterschiedlichen Funktionen der Bauten noch immer deutlich ablesbar sind. Störend sind drei Neubauten innerhalb der Flächen des ehemaligen Wirtschaftshofes.
Aktennummer: E-1-82-137-1

## Baudenkmäler nach Ortsteilen

### Weyarn
| Lage                                                                   | Objekt | Beschreibung | Akten-Nr.      | Bild                                                                                                  |
| ---------------------------------------------------------------------- | --- | --- | -------------- | --- |
| Holzkirchener Straße (Standort)                                        | Wappenkartusche | Gussbeton, bezeichnet mit 1912 | D-1-82-137-1   | weitere Bilder                                                                                        |
| Ignaz-Günther-Straße 1 (Standort)                                      | Ehemaliges Seminargebäude des Augustinerchorherrenstiftes Weyarn                                                                                                   | Zweieinhalbgeschossiger Trakt mit Satteldach und Durchfahrt, sogenannter Schulbogen, bezeichnet mit 1646, Wappenschild des Propstes Valentin Steyrer 1626–1659 und Stiftswappen | D-1-82-137-3   | Ehemaliges Seminargebäude des Augustinerchorherrenstiftes Weyarn                                      |
| Ignaz-Günther-Straße 2 (Standort)                                      | Erweiterungsbau des ehemaligen Seminargebäudes und Theatersaal des Augustinerchorherrenstiftes Weyarn                                                              | Zweieinhalbgeschossiger Trakt mit Halbwalmdach, bezeichnet mit 1756, Wappenschild des Propstes Augustin Hamel 1753–1765 und Stiftswappen | D-1-82-137-4   | Erweiterungsbau des ehemaligen Seminargebäudes und Theatersaal des Augustinerchorherrenstiftes Weyarn |
| Ignaz-Günther-Straße 3 und 5 (Standort)                                | Ehemalige Augustinerchorherren-Stiftskirche St. Peter und Paul, jetzt Pfarrkirche                                                                                  | Wandpfeilerkirche mit Südturm aus Tuffsteinquadern, barocker Neubau von Lorenzo Sciasca, 1687–93, Turmunterbau um 1630, Oberteil 1713, nördlich angebaute Sakristei mit darüberliegendem Kapitelsaal, sowie anschließendem Korridorbau mit ehemaligem Kreuzgang, mit Ausstattung von Ignaz Günther und Johann Baptist Zimmermann Friedhofsummauerung, wohl 17. Jahrhundert | D-1-82-137-5   | weitere Bilder                                                                                        |
| Ignaz-Günther-Straße 4 (Standort)                                      | Ehemalige Schlosskapelle des Falkenstein`schen Schlosses Wiare, dann Seminarkapelle St. Jakob des Augustinerchorherrenstiftes Weyarn                               | Kleiner Saalbau mit halbrunder Apsis, Dachreiter und Vortreppe, im Kern romanisch, barockisiert 17./18. Jahrhundert, mit Ausstattung von Ignaz Günther | D-1-82-137-6   | weitere Bilder                                                                                        |
| Ignaz-Günther-Straße 5 und 7, J.-B.-Zimmermann-Straße 3 (Standort)     | Ehemaliger Richterstock des Augustinerchorherrenstiftes Weyarn | Im Osttrakt J.-B.- Zimmermann-Straße 3 ehemalige Ökonomie, jetzt Rathaus, Pfarrhaus und Wohnhaus Zweigeschossiger Walmdachbau mit Durchfahrt, sogenanntem Richterbogen und dreischiffiger, gewölbter Torhalle, erbaut von Caspar Glasl, bezeichnet mit 1708, Osttrakt nach Blitzschlag 1713 wiedererrichtet, 1761 Aufstockung, im Durchgang vier Bischofsfiguren aus dem ehemaligen Klostergarten, wohl 17. Jahrhundert | D-1-82-137-7   | weitere Bilder                                                                                        |
| Ignaz-Günther-Straße 6 (Standort)                                      | Ehemalige Wallfahrtskapelle Maria Hilf | Kleiner halbrund geschlossener Saalbau mit Dachreiter, 1642, Umbau 1786, mit Ausstattung | D-1-82-137-8   | weitere Bilder                                                                                        |
| Ignaz-Günther-Straße 9, J.-B.-Zimmermann-Straße 1, 2, und 4 (Standort) | Ehemalige Bedienstetenwohnungen und Ökonomiegebäude um den sogenannten Bauhof des ehemaligen Augustinerchorherrenstiftes Weyarn, jetzt Wohn- und Geschäftsgebäude, | Ehemals schlichte, hakenförmige zweigeschossige Anlage mit Durchfahrt, 17./18. Jahrhundert | D-1-82-137-14  | weitere Bilder                                                                                        |
| Ignaz-Günther-Straße 10 (Standort)                                     | Haustür | Geschnitzt, mit Oberlicht, 1885. | D-1-82-137-10  | Haustür                                                                                               |
| Ignaz-Günther-Straße 11 (Standort)                                     | Einfriedung | Mit Tuffstein-Postamenten, 18. Jahrhundert | D-1-82-137-9   | Einfriedung                                                                                           |
| Ignaz-Günther-Straße 14 (Standort)                                     | Haustür | Geschnitzt, 1874. | D-1-82-137-12  | Haustür                                                                                               |
| Nähe Ignaz-Günther-Straße (Standort)                                   | Kriegerdenkmal | Postament mit Kriegerfigur der Galvanoplastischen Kunstanstalten Geislingen/Steige und Einfriedung, 1899 | D-1-82-137-13  | weitere Bilder                                                                                        |
| J.-B.-Zimmermann-Straße 10 (Standort)                                  | Ehemaliges Torhaus des Augustinerchorherrenstiftes Weyarn, jetzt Wohnhaus                                                                                          | Dreigeschossiger Zeltdachbau mit Wandfresken an der Südseite, 2. Hälfte 18. Jahrhundert, östlich zweigeschossiger Anbau, ehemals Bedienstetenwohnungen und Ökonomiegebäude um den sogenannten Bauhof des Augustinerchorherrenstiftes Weyarn, 17./18. Jahrhundert Siehe auch Johann-Baptist-Zimmermann-Straße 1/2/4, Ignaz-Günther-Straße 9 | D-1-82-137-16  | weitere Bilder                                                                                        |
| Klosterweg 1, Nähe Klosterweg, Klosterweg 3 (Standort)                 | Ehemaliges Konventsgebäude, sogenannter Petersstock des ehemaligen Augustinerchorherrenstiftes Weyarn                                                              | Zweieinhalbgeschossiger Westtrakt mit Satteldach, Anfang 17. Jahrhundert, zum Teil im 19. Jahrhundert verändert Nördlich anschließend ehemaliger Klostergarten, im Klostergarten offener Arkadengang, wohl 17. Jahrhundert, im Klostergarten ehemaliges Sommerhaus, späteres Armarium Philosophicum des ehemaligen Augustinerchorherrenstiftes Weyarn, zweigeschossiger Walmdachbau mit Lisengliederung, um 1755, im Kern Mitte 17. Jahrhundert Klostermauer mit Toreinfahrt und Tuffstein-Postamenten, barock Östlich ehemalige Pfisterei und ehemaliges Konventsgebäude des Augustinerchorherrenstiftes Weyarn, zweigeschossiger Bau mit einseitig heruntergezogenem Satteldach, im Kern um 1700, äußere Erscheinung 2. Hälfte 19. Jahrhundert | D-1-82-137-17  | weitere Bilder                                                                                        |
| Klosterweg 2 (Standort)                                                | Ehemalige Stallung des Augustinerchorherrenstifts Weyarn, heute Wohn- und Geschäftshaus                                                                            | Mit Satteldach und Giebelschrot, Erdgeschoss eingewölbt, im Kern von 1706, Westwand in Teilen vermutlich noch vom Vorgängerbau aus der Zeit vor 1706, Umbau 1713, Aufstockung wohl 1. Hälfte 19. Jahrhundert Siehe auch Johann-Baptist-Zimmermann-Straße 5 | D-1-82-137-117 | Ehemalige Stallung des Augustinerchorherrenstifts Weyarn, heute Wohn- und Geschäftshaus               |
| Klosterweg 2, Klosterweg 4 (Standort)                                  | Ehemalige Stallung und Scheune der Brauerei des Augustinerchorherrenstiftes Weyarn                                                                                 | Zweigeschossiger Satteldachbau, im Erdgeschoss eingewölbt, Neubau nach Brand von 1713, Westwand in Teilen vermutlich noch vom Vorgängerbau aus der Zeit vor 1706, Dachstuhl nach dem Brand von 1904, Rundbrunneneinfassung aus dem Klostergarten des ehemaligen Augustinerchorherrenstiftes Weyarn, 18. Jahrhundert Siehe auch Klosterweg 2 | D-1-82-137-15  | Ehemalige Stallung und Scheune der Brauerei des Augustinerchorherrenstiftes Weyarn                    |
| Mangfallweg 18 (Standort)                                              | Ehemalige Klosterfärberei | Satteldachbau mit Blockbau-Obergeschoss und Kellergewölbe, im Kern von 1731 | D-1-82-137-18  | Ehemalige Klosterfärberei                                                                             |
| Miesbacher Straße 2 (Standort)                                         | Gasthof Alter Wirt | Stattlicher zweigeschossiger Flachsatteldachbau mit Giebellaube und gewölbter Wirtsstube, bezeichnet mit 1646 | D-1-82-137-19  | weitere Bilder                                                                                        |

### Bach
| Lage               | Objekt                                 | Beschreibung | Akten-Nr.     | Bild           |
| ------------------ | -------------------------------------- | --- | ------------- | -------------- |
| Bach 29 (Standort) | Ehemals Kleinbauernhaus Pointel        | Satteldachbau mit Blockbau-Obergeschoss und traufseitiger Laube, wohl 1700, teilweise modern verändert                                                                 | D-1-82-137-22 | weitere Bilder |
| Bach 53 (Standort) | Bauernhaus Beim Hausen                 | Flachsatteldachbau mit Blockbau-Obergeschoss, Laube und Giebellaube, Ende 18. Jahrhundert, erhöhter Wirtschaftsteil mit Bundwerktenne, Ende 18./Anfang 19. Jahrhundert | D-1-82-137-23 | weitere Bilder |
| Bach 54 (Standort) | Bauernhaus Beim Bacher                 | Zweigeschossiger verputzter Flachsatteldachbau mit traufseitiger Laube und Giebellaube, im Kern Blockbau 17./18. Jahrhundert, um 1820                                  | D-1-82-137-24 | weitere Bilder |
| Bach 55 (Standort) | Einfirsthof Beim Petern                | Flachsatteldachbau mit Blockbau-Obergeschoss, Laube und Giebellaube, 2. Hälfte 18. Jahrhundert, Wirtschaftsteil mit Bundwerk                                           | D-1-82-137-25 | weitere Bilder |
| Bach 56 (Standort) | Ehemals Handwerkeranwesen Beim Schmidn | Flachsatteldachbau mit verputztem Blockbau-Obergeschoss, traufseitiger Laube und Giebellaube, erbaut von Josef Riesenberger, 1731                                      | D-1-82-137-26 | weitere Bilder |

### Esterndorf
| Lage                     | Objekt                              | Beschreibung | Akten-Nr.     | Bild           |
| ------------------------ | ----------------------------------- | --- | ------------- | -------------- |
| Esterndorf 1 (Standort)  | Bildstock                           | Tuffpfeiler mit Marienmedaillon und schmiedeeisernem päpstlichem Kreuz, 18. Jahrhundert, am westlichen Ortsrand | D-1-82-137-31 | weitere Bilder |
| Esterndorf 10 (Standort) | Ehemals Kleinbauernhaus Beim Strobl | Flachsatteldachbau mit Blockbau-Obergeschoss und Balusterlaube, bezeichnet mit 1728, Altanen und Giebelverbretterung erneuert | D-1-82-137-30 | weitere Bilder |
| In Esterndorf (Standort) | Katholische Filialkirche Maria Hilf | Kleiner Saalbau mit leicht eingezogenem, dreiseitig geschlossenem Chor, Westturm mit Krüppelwalmdach, Turmunterbau 12./13. Jahrhundert, sonst gotischer Neubau von 1496, gemalter Fries 1567, barockisiert 1735, mit Ausstattung | D-1-82-137-29 | weitere Bilder |

### Fentbach
| Lage                                                  | Objekt                      | Beschreibung | Akten-Nr.      | Bild                     |
| ----------------------------------------------------- | --------------------------- | --- | -------------- | ------------------------ |
| Mittenkirchner Straße 5 (Standort)                    | Kapelle Heilige Drei Könige | Kleiner Bau mit giebelseitigem Dachreiter, 1884, mit Ausstattung, östlich im Ort | D-1-82-137-32  | weitere Bilder           |
| Mittenkirchner Straße 5 a (Standort)                  | Bildstock                   | Tuffpfeiler, 16. Jahrhundert, am südlichen Ortsausgang an der Mittenkirchner Straße                                                                                                   | D-1-82-137-34  | weitere Bilder           |
| Mitterfeld, Unterfeld in der Flur Fentbach (Standort) | Bildstock                   | Tuffpfeiler, um 1585, nordwestlich außerhalb des Ortes | D-1-82-137-35  | weitere Bilder           |
| Rudolf-Groeschel-Weg 1 (Standort)                     | Steinkreuz                  | Tuffstein, spätmittelalterlich, im Garten des Schmied-Anwesens | D-1-82-137-101 | weitere Bilder           |
| Rudolf-Groeschel-Weg 2 (Standort)                     | Bauernhaus Beim Christer    | Zweigeschossiger verputzter Satteldachbau mit giebelseitigen Lauben, Wirtschaftsteil mit Bundwerk und eingemauertem Bildstock, dieser bezeichnet mit 1689, 1. Viertel 19. Jahrhundert | D-1-82-137-33  | Bauernhaus Beim Christer |
| Flur Fentbach (Standort)                              | Steinkreuz                  | Tuffstein, spätmittelalterlich, beschädigt, westlich der Fentbachschanze | D-1-82-137-100 | Steinkreuz               |

### Gotzing
| Lage                  | Objekt                                          | Beschreibung | Akten-Nr.      | Bild           |
| --------------------- | ----------------------------------------------- | --- | -------------- | -------------- |
| Gotzing 1 (Standort)  | Wirtshaus Zur Gotzinger Trommel                 | Zweigeschossiger Satteldachbau mit traufseitiger Laube, im Kern Blockbau, wohl Anfang 19. Jahrhundert, Fassade um 1870 Im Wirtsgarten Brunnen, sogenannter Prinzregentenbrunnen, 1911                                                                                    | D-1-82-137-37  | weitere Bilder |
| Gotzing 5 (Standort)  | Ehemalige Dorfschule                            | Zweigeschossiger Satteldachbau mit Bodenerker und Queranbau, in Formen des Heimatstils, 1910 | D-1-82-137-106 | weitere Bilder |
| In Gotzing (Standort) | Katholische Filialkirche St. Jakobus der Ältere | Unverputzter spätgotischer Tuffsteinbau, schindelgedeckter Saalbau mit leicht eingezogenem Chor und Dachreiter mit Zwiebelhaube, 1667 und 1761 verändert, mit Ausstattung Friedhofsmauer, Tuffstein, 17./18. Jahrhundert Grabkreuze, schmiedeeisern, 19./20, im Friedhof | D-1-82-137-36  | weitere Bilder |

### Großpienzenau
| Lage                    | Objekt                                                 | Beschreibung | Akten-Nr.     | Bild           |
| ----------------------- | ------------------------------------------------------ | --- | ------------- | -------------- |
| Burgstraße 1 (Standort) | Ehemals Kleinbauernhaus Beim Schneider                 | Zweigeschossiger Blockbau mit Flachsatteldach, 1. Hälfte 18. Jahrhundert Wirtschaftsteil, Ende 19. Jahrhundert                                                 | D-1-82-137-39 | weitere Bilder |
| Burgstraße 1 (Standort) | Bildstock                                              | Hölzern, 19. Jahrhundert, bei Burgstraße 1 | D-1-82-137-40 | Bildstock      |
| Burgstraße 7 (Standort) | Ehemaliges Sommerhaus des Gelehrten Karl Ernst Förster | Zeitweise Wohnhaus von Victor v. Scheffel, später Villa Lebling, zweigeschossiger Bau mit Blockbau-Obergeschoss, Altane und verbretterter Giebellaube, um 1860 | D-1-82-137-38 | weitere Bilder |

### Großseeham
| Lage                                       | Objekt                                     | Beschreibung | Akten-Nr.     | Bild                          |
| ------------------------------------------ | ------------------------------------------ | --- | ------------- | ----------------------------- |
| Hauptstraße (Standort)                     | Dorfkapelle                                | Bau mit giebelseitigem Dachreiter und Schieferdach, 1. Hälfte 18. Jahrhundert, teilweise modern verändert, mit Ausstattung                                                                                 | D-1-82-137-41 | weitere Bilder                |
| Hauptstraße 13 (Standort)                  | Einfirsthof Beim Kürschner                 | Flachsatteldachbau mit Blockbau-Obergeschoss, umlaufender Laube und Giebellaube, Wirtschaftsteil mit Bundwerk, bezeichnet mit 1777                                                                         | D-1-82-137-42 | Einfirsthof Beim Kürschner    |
| Hauptstraße 20 a, Seestraße 2 a (Standort) | Ehemals Bauernhaus Beim Glasn              | Flachsatteldachbau mit Blockbau-Obergeschoss, Ende 18. Jahrhundert, Dach und Lauben modern, Wirtschaftsteil modern ausgebaut                                                                               | D-1-82-137-45 | Ehemals Bauernhaus Beim Glasn |
| Hauptstraße 22 (Standort)                  | Einfirsthof Beim Fastl                     | Flachsatteldachbau mit Blockbau-Obergeschoss, umlaufender Laube und Giebellaube, Wirtschaftsteil mit Bundwerk, 2. Hälfte 18. Jahrhundert, Verschalung bezeichnet mit 18.., wohl Anfang 19. Jahrhundert     | D-1-82-137-44 | weitere Bilder                |
| Seestraße 2 (Standort)                     | Ehemaliges Kleinbauernhaus Beim Zimmermann | Ehemals Wohnteil des Bauernhauses mit Blockbau-Obergeschoss, Laube und Giebellaube, im Kern Mitte 18. Jahrhundert Ehemaliger Wirtschaftsteil zu Wohnzwecken im Heimatstil ausgebaut Anfang 20. Jahrhundert | D-1-82-137-46 | weitere Bilder                |

### Günderer
| Lage                     | Objekt                | Beschreibung | Akten-Nr.     | Bild                  |
| ------------------------ | --------------------- | --- | ------------- | --------------------- |
| Günderer 1 (Standort)    | Ehemals Bauernhaus    | Flachsatteldachbau mit Blockbau-Obergeschoss, Laube und Giebellaube, Laubentüre bezeichnet mit 1769, Haustüre bezeichnet mit 1813, Wirtschaftsteil zum Teil aus Natursteinmauerwerk, zu Wohnzwecken ausgebaut Ehemaliger Getreidekasten, nördlich vom Hof ohne Unterbau aufgestellt, 1983 aus Mitterdarching, Gemeinde Valley, transferiert | D-1-82-137-47 | weitere Bilder        |
| Günderer 3 (Standort)    | Blockbau-Obergeschoss | 17./18. Jahrhundert, aus Brunnbichl, Gemeinde Kreuth, transferiert | D-1-82-137-98 | Blockbau-Obergeschoss |
| Flur Günderer (Standort) | Steinkreuz            | Tuffstein, bezeichnet mit 1525 | D-1-82-137-48 | Steinkreuz            |

### Kleinhöhenkirchen
| Lage                              | Objekt                                     | Beschreibung | Akten-Nr.     | Bild           |
| --------------------------------- | ------------------------------------------ | --- | ------------- | -------------- |
| Altenburger Straße 2 (Standort)   | Bildstock                                  | Tuffpfeiler, 17. Jahrhundert, teilweise erneuert, südlich der Straße nach Altenburg                                | D-1-82-137-61 | weitere Bilder |
| Gruber Straße 3 (Standort)        | Bauernhaus Beim Wimmer                     | Zweigeschossiger Satteldachbau mit Laube, Giebellaube und reicher Putzornamentik, um 1820                          | D-1-82-137-58 | weitere Bilder |
| Gruber Straße 8 (Standort)        | Katholische Filialkirche Mariä Heimsuchung | Saalbau mit eingezogenem Chor und Nordturm, barocker Neubau um 1770, Turmunterbau mittelalterlich, mit Ausstattung | D-1-82-137-56 | weitere Bilder |
| Flur Kleinhöhenkirchen (Standort) | Feldkapelle                                | Schlichter Bau mit steilem Satteldach, 1. Hälfte 19. Jahrhundert, mit Ausstattung, westlich des Ortes              | D-1-82-137-59 | weitere Bilder |

### Kleinpienzenau
| Lage                       | Objekt                             | Beschreibung | Akten-Nr.      | Bild                            |
| -------------------------- | ---------------------------------- | --- | -------------- | ------------------------------- |
| Kleinpienzenau (Standort)  | Katholische Filialkirche St. Georg | Unverputzter Tuffquaderbau, Saalbau mit leicht eingezogenem Chor und Südturm, Weihe 1496, 1766 barockisiert, Turmoberbau Mitte 19. Jahrhundert, mit Ausstattung | D-1-82-137-62  | weitere Bilder                  |
| Meßnerweg 5 (Standort)     | Bauernhaus Beim Schneider          | Zweigeschossiger Blockbau mit Flachsatteldach, umlaufender Laube und Giebellaube, um 1650, Fenster 1918                                                         | D-1-82-137-63  | weitere Bilder                  |
| Miesbacher Feld (Standort) | Denkmal in Form eines Obelisken    | Mit aufgesetztem Kreuz und Inschrifttafel, 1898 | D-1-82-137-105 | Denkmal in Form eines Obelisken |

### Mittenkirchen
| Lage                                            | Objekt                             | Beschreibung                                                                             | Akten-Nr.      | Bild           |
| ----------------------------------------------- | ---------------------------------- | ---------------------------------------------------------------------------------------- | -------------- | -------------- |
| Flur Mittenkirchen (Standort)                   | Bildstock                          | Tuffsteinpfeiler, bezeichnet mit 1655, an der Straße zwischen Fentbach und Mittenkirchen | D-1-82-137-109 | weitere Bilder |
| Flur Mittenkirchen (Standort)                   | Bildstock                          | Tuffpfeiler, wohl 17. Jahrhundert, südlich der Kirche                                    | D-1-82-137-70  | weitere Bilder |
| Flur Mittenkirchen (Standort)                   | Bildstock                          | Tuffpfeiler, bezeichnet mit 1662, an der Straße nach Sonderdilching                      | D-1-82-137-69  | weitere Bilder |
| Mittenkirchen 69 (Standort)                     | Bildstock                          | Tuffpfeiler, 17. Jahrhundert, an der Straße zwischen Mittenkirchen und Arnhofen          | D-1-82-137-68  | weitere Bilder |
| Mittenkirchen 69, Nähe Mittenkirchen (Standort) | Katholische Filialkirche St. Vitus | Unverputzter Tuffquaderbau mit giebelseitigem Dachreiter, geweiht 1506, mit Ausstattung  | D-1-82-137-67  | weitere Bilder |

### Neukirchen
| Lage                               | Objekt                             | Beschreibung | Akten-Nr.      | Bild           |
| ---------------------------------- | ---------------------------------- | --- | -------------- | -------------- |
| Am Anger 2 (Standort)              | Bildstock                          | Tuffpfeiler mit schmiedeeisernem Scheyerner Kreuz, bezeichnet mit 1585, an der Raiffeisenstraße                                                                          | D-1-82-137-74  | weitere Bilder |
| Kreuzberg (Standort)               | Flurkreuz, sogenanntes Siegeskreuz | Holz, mit gusseiserner Christusfigur, 1871 | D-1-82-137-104 | weitere Bilder |
| Pienzenauer Straße 7 (Standort)    | Pfarrhaus                          | Zweigeschossiger Satteldachbau mit klassizistischer Giebelfront, 1834 Im Garten Bildstock, Tuffsteinpfeiler, 16. Jahrhundert, 2002/03 bei Grabungen gefunden und ergänzt | D-1-82-137-73  | weitere Bilder |
| Reichersdorfer Straße 3 (Standort) | Katholische Pfarrkirche St. Dionys | Wandpfeilersaalkirche, spätgotischer Bau von 1470, 1773 barockisiert, Turmoberbau 1909/11, mit Ausstattung Friedhofsummauerung                                           | D-1-82-137-71  | weitere Bilder |
| Reichersdorfer Straße 5 (Standort) | Ehemaliges Zuhaus                  | ehemals mit Dorfbrunnen, Feuerhaus, Backhaus und Getreidespeicher, im Obergeschoss Wohnräume, zweigeschossiger Putzbau mit Halbwalmdach, 1822, Inneres erneuert.         | D-1-82-137-72  | weitere Bilder |

### Sonderdilching
| Lage                         | Objekt                               | Beschreibung | Akten-Nr.     | Bild           |
| ---------------------------- | ------------------------------------ | --- | ------------- | -------------- |
| In Sonderdilching (Standort) | Katholische Filialkirche St. Michael | Gotischer Saalbau mit eingezogenem Chor und barockem Dachreiter, im Kern 14. Jahrhundert, 1494 erweitert, mit Ausstattung | D-1-82-137-77 | weitere Bilder |
| Sonderdilching 1 (Standort)  | Bildstock                            | Tuffpfeiler, 17. Jahrhundert, bei der Kirche                                                                              | D-1-82-137-78 | weitere Bilder |
| Sonderdilching 2 (Standort)  | Bildstock                            | Tuffpfeiler, 16. Jahrhundert, ostwärts des Ortes                                                                          | D-1-82-137-80 | weitere Bilder |
| Sonderdilching 12 (Standort) | Bildstock                            | Tuffpfeiler, 16. Jahrhundert, an der Straße nach Kleinhöhenkirchen                                                        | D-1-82-137-79 | weitere Bilder |

### Standkirchen
| Lage                                          | Objekt               | Beschreibung | Akten-Nr.     | Bild           |
| --------------------------------------------- | -------------------- | --- | ------------- | -------------- |
| Fentbacher Straße 1 (Standort)                | Bauernhaus Beim Bock | Dreigeschossiger Satteldachbau in Massivbauweise mit Giebelbalkonen, Putzbänderung und ornamentalen Fensterumrahmungen, bezeichnet mit 1896 und 1909, Wirtschaftsteil mit Laube | D-1-82-137-82 | weitere Bilder |
| Fentbacher Straße 2 (Standort)                | Bauernhaus Beim Bock | Flachsatteldachbau mit Blockbau-Obergeschoss, umlaufender Laube und Giebellaube, um 1720, um 1850 teilweise verändert, ehemaliges Altbauernhaus von Fentbacher Straße 1.        | D-1-82-137-83 | weitere Bilder |
| Unterfeld in der Flur Standkirchen (Standort) | Feldkapelle          | Mit giebelseitigem Dachreiter, 3. Viertel 19. Jahrhundert, mit Ausstattung, südöstlich des Ortes                                                                                | D-1-82-137-81 | weitere Bilder |

### Stürzlham
| Lage                                | Objekt                             | Beschreibung | Akten-Nr.      | Bild           |
| ----------------------------------- | ---------------------------------- | --- | -------------- | -------------- |
| Mangfall; Vordere Leiten (Standort) | Mangfallsteg                       | Eisenbetonbrücke mit etwa 30 Meter weit gespanntem Hauptbogen und zwei Vorbögen, um 1910.                       | D-1-82-137-124 | weitere Bilder |
| Schmiedstraße 4 (Standort)          | Ehemaliges Bauernhaus mit Schmiede | Zweigeschossiger Flachsatteldachbau mit Laube und Giebellaube, 1789, Wirtschaftsteil erneuert                   | D-1-82-137-84  | weitere Bilder |
| Thalhamer Feld (Standort)           | Bildstock                          | Tuffpfeiler mit Relief des Gekreuzigten, bezeichnet 1822; an der Westseite der Straße von Weyarn nach Miesbach. | D-1-82-137-85  | weitere Bilder |

### Thalham
| Lage                                    | Objekt                                                    | Beschreibung | Akten-Nr.     | Bild                                 |
| --------------------------------------- | --------------------------------------------------------- | --- | ------------- | ------------------------------------ |
| Gotzinger Straße (bei Nr. 2) (Standort) | Steinkreuz                                                | Tuffstein, 16./17. Jahrhundert | D-1-82-137-90 | weitere Bilder                       |
| Gotzinger Straße 3 (Standort)           | Ehemalige Klostermühle von Weyarn, sogenannte Herrenmühle | Stattlicher zweigeschossiger Putzbau mit Flachsatteldach, Wirtschaftsteil mit Bundwerk, errichtet 1769 über älterem Kern, Fresko bezeichnet mit 1810 Mit Hauskapelle, 1769, mit Ausstattung Bauinschriften, bezeichnet mit 1668 und 1758, wohl in Zweitverwendung eingesetzt | D-1-82-137-88 | weitere Bilder                       |
| Saliterweg 2 (Standort)                 | Einfirsthof Beim Saliterer                                | Zweigeschossiger Satteldachbau mit dreiseitig umlaufender Laube, Giebellaube und figürlichen Fassadenmalereien, wohl 1815 Wirtschaftsteil mit Traufbundwerk | D-1-82-137-87 | weitere Bilder                       |
| Schlierseer Straße 1 (Standort)         | Wohnteil des Bauernhauses Beim Huber                      | Flachsatteldachbau mit Blockbau-Obergeschoss, dreiseitig umlaufender Laube und Giebellaube, Balken von 1632 beim Neubau um 1780 wiederverwendet, um 1890 ausgebaut und verändert                                                                                             | D-1-82-137-86 | Wohnteil des Bauernhauses Beim Huber |
| Schlierseer Straße 7 (Standort)         | Bauernhaus Beim Gartmoar                                  | Flachsatteldachbau mit verputztem Blockbau-Obergeschoss, Laube und Giebellaube, 2. Hälfte 18. Jahrhundert, zwei Heiligenfresken, 2. Hälfte 19. Jahrhundert | D-1-82-137-89 | Bauernhaus Beim Gartmoar             |

### Andere Gemeindeteile
| Lage                                       | Objekt                                                    | Beschreibung | Akten-Nr.      | Bild                                                      |
| ------------------------------------------ | --------------------------------------------------------- | --- | -------------- | --------------------------------------------------------- |
| Aigner Aigner 1 (Standort)                 | Bauernhaus                                                | Flachsatteldachbau mit Blockbau-Obergeschoss, ehemals übertüncht, umlaufender Laube und Giebellaube, 1. Hälfte 18. Jahrhundert Wirtschaftsteil mit Laube                                                                     | D-1-82-137-20  | Bauernhaus                                                |
| Arnhofen Arnhofen 116 (Standort)           | Bildstock                                                 | Tuffpfeiler mit schmiedeeisernem Dreifachkreuz, 18. Jahrhundert, nördlich an der Straße | D-1-82-137-21  | weitere Bilder                                            |
| Bruck In Bruck (Standort)                  | Katholische Filialkirche St. Rupert                       | Romanischer Saalbau mit Rundbogenfries an der Chorapsis, um 1200, Barockisierung des Innenraumes 1789, Chorturm wohl ebenfalls 1789, mit Ausstattung                                                                         | D-1-82-137-27  | weitere Bilder                                            |
| Erlach Nördliches Weyarner Feld (Standort) | Ehemalige Wallfahrtskapelle St. Leonhard                  | Kleiner Bau mit Dachreiter, bezeichnet mit 1644, mit Ausstattung | D-1-82-137-28  | weitere Bilder                                            |
| Harring Flur Harring (Standort)            | Kapelle eines abgegangenen Hofes                          | Schlichter Putzbau mit Satteldach, nach Mitte 19. Jahrhundert, mit Ausstattung | D-1-82-137-49  | weitere Bilder                                            |
| Holzolling Am Kögelberg 5 (Standort)       | Bauernhaus Beim Moar                                      | Dreigeschossiger Massivbau mit Satteldach, Giebel- und Hochbalkon, bezeichnet mit 1871 | D-1-82-137-52  | weitere Bilder                                            |
| Holzolling Westerhamer Straße 7 (Standort) | Katholische Filialkirche St. Martin                       | Saalbau mit leicht eingezogenem Chor und Westturm, Neubau 1672/79 unter Verwendung des spätgotischen Turmunterbaus des 16. Jahrhunderts, Turm 1677, mit Ausstattung                                                          | D-1-82-137-51  | weitere Bilder                                            |
| Huber Huber 1 (Standort)                   | Bauernhaus Huber-Hof                                      | Flachsatteldachbau mit Blockbau-Obergeschoss, umlaufender Laube und Hochlaube, um 1770, Wirtschaftsteil erneuert 1948 | D-1-82-137-53  | weitere Bilder                                            |
| Huber Flur Huber (Standort)                | Bildstock                                                 | Tuffpfeiler, wohl 17. Jahrhundert, nordöstlich des Hofes an der Straße | D-1-82-137-54  | weitere Bilder                                            |
| Im Tal (Standort)                          | Grenzstein                                                | Tuffstein, bezeichnet mit 1778, an der Galgenleite | D-1-82-137-103 | BW                                                        |
| Kilian Nähe Kilian (Standort)              | Bildstock                                                 | Tuffpfeiler, 17. Jahrhundert, westlich an der Straße | D-1-82-137-55  | weitere Bilder                                            |
| Kleinseeham In Kleinseeham (Standort)      | Steinkreuz                                                | Tuffstein, bezeichnet mit 1684, an der Ecke Brucker/Alte Straße | D-1-82-137-97  | Steinkreuz                                                |
| Kogel (Standort)                           | Kapelle St. Rochus, sogenannte Kogelkapelle               | Kleiner Satteldachbau mit Dachreiter, 17. Jahrhundert, mit Ausstattung | D-1-82-137-2   | weitere Bilder                                            |
| Langenegger Flur Langenegger (Standort)    | Hofkapelle St. Leonhard                                   | Schlichter Bau mit Steildach und Wandnische im Vorbau, im Kern 17. Jahrhundert, mit Ausstattung | D-1-82-137-65  | weitere Bilder                                            |
| Linnerer Linnerer 1 (Standort)             | Bauernhaus                                                | Flachsatteldachbau mit Blockbau-Obergeschoss, umlaufender Laube und Giebellaube, um 1770 | D-1-82-137-66  | Bauernhaus                                                |
| Linnerer Linnerer 2 (Standort)             | Wohnstallhaus                                             | kleiner zweigeschossiger Satteldachbau mit verputzten und mit Bändern gegliederten Wohnteil, 1923 | D-1-82-137-123 | BW                                                        |
| Lochholz (Standort)                        | Gedenk- oder Wegkreuz                                     | Säule aus Tuffstein mit Bildnische, 17./18. Jahrhundert | D-1-82-137-120 | weitere Bilder                                            |
| Nudler Nudler 1 (Standort)                 | Einfirsthof                                               | Flachsatteldachbau mit Blockbau-Obergeschoss, umlaufender Laube und Giebellaube, zum Teil bleiverglaste Fenster, bezeichnet mit 1772, um 1900 Dachaufbau, Wandmalereien und Erdgeschossfenster, Wirtschaftsteil mit Laube    | D-1-82-137-75  | weitere Bilder                                            |
| Ötz Ötz 95 (Standort)                      | Ehemals Bauernhaus                                        | Zweigeschossiger Blockbau mit Flachsatteldach und vorgezogenem Halbgiebel, ehemals mit Hauskapelle, im Kern um 1580, Umbau durch Ludwig Schuster 1914                                                                        | D-1-82-137-76  | BW                                                        |
| Riedler Riedler 2 (Standort)               | Blockbau-Obergeschoss eines Bauernhauses von 1793 Riedler | Mit dreiseitig umlaufender Laube und Hochlaube, 1989/90 aus Harring Haus Nummer 18, Gemeinde Weyarn, transferiert, auf nach originalem Grundriss neu gemauertem Erdgeschoss Hauskapelle, im Erdgeschoss, bezeichnet mit 1797 | D-1-82-137-95  | Blockbau-Obergeschoss eines Bauernhauses von 1793 Riedler |
| Schloßberg Nähe Am Schloßberg (Standort)   | Bildstock                                                 | Tuffpfeiler mit schmiedeeisernem Kreuz, wohl 18. Jahrhundert, weit südwestlich außerhalb des Orts auf freiem Feld (zwischen Wattersdorf und Bach)                                                                            | D-1-82-137-99  | Bildstock                                                 |
| Seiding Seiding 56 (Standort)              | Einfirsthof, ehemalige Schankwirtschaft                   | Zweigeschossiger Massivbau mit befenstertem Kniestock, Satteldach und Putzgliederung, erbaut 1865, Giebelmedaillons um 1930, Giebellaube erneuert                                                                            | D-1-82-137-115 | weitere Bilder                                            |
| Wattersdorf Weyarner Straße 10 (Standort)  | Wohnhaus Beim Eierkäufer                                  | Zweigeschossiger Bau mit vorstehendem Krüppelwalmdach, Giebellaube und Putzdekor, mit Wirtschaftsbau, um 1820 | D-1-82-137-91  | weitere Bilder                                            |
| Westin Westin 1 (Standort)                 | Einfirsthof Beim Westiner                                 | Flachsatteldachbau mit Blockbau-Obergeschoss, dreiseitig umlaufender Laube und Giebellaube, Wirtschaftsteil mit Bundwerk, 1750                                                                                               | D-1-82-137-92  | weitere Bilder                                            |
| Westin Flur Westin (Standort)              | Bildstock                                                 | Als Sühnesäule gesetzt, reich ausgearbeitet mit Nachrokoko-Ornamenten und schmiedeeisernem Kreuz, Tuffstein, bezeichnet mit 1830                                                                                             | D-1-82-137-93  | weitere Bilder                                            |
| Zehenthofer Zehenthofer 1 (Standort)       | Bauernhaus Beim Vorderzehenthofer                         | Flachsatteldachbau mit Blockbau-Obergeschoss, umlaufender Balusterlaube und Giebellaube, 2. Hälfte 17. Jahrhundert | D-1-82-137-94  | Bauernhaus Beim Vorderzehenthofer                         |

## Ehemalige Baudenkmäler
In diesem Abschnitt sind Objekte aufgeführt, die früher einmal in der Denkmalliste eingetragen waren, jetzt aber nicht mehr. Objekte, die in anderem Zusammenhang also z. B. als Teil eines Baudenkmals weiter eingetragen sind, sollen hier nicht aufgeführt werden. Aktennummern in diesem Abschnitt sind ehemalige, jetzt nicht mehr gültige Aktennummern.

| Lage                                    | Objekt                                   | Beschreibung | Akten-Nr.     | Bild                                     |
| --------------------------------------- | ---------------------------------------- | --- | ------------- | ---------------------------------------- |
| Großseeham Seestraße 3 (Standort)       | Ehemaliges Kleinbauernhaus Beim Schuster | Wohnteil des ehemaligen Kleinbauernhauses, zweigeschossiger Flachsatteldachbau mit Putzgliederungen, im Kern wohl zum Teil Blockbau des 18. Jahrhunderts, Mitte 19. Jahrhundert | D-1-82-137-43 | Ehemaliges Kleinbauernhaus Beim Schuster |
| Kleinseeham Brucker Straße 8 (Standort) | Ehemaliger Einfirsthof Beim Moar         | Dreiachsiger Wohnteil mit Blockbau-Obergeschoss, Wirtschaftsteil mit Bundwerk, bezeichnet mit 1696; verfallen                                                                   | D-1-82-137-64 | weitere Bilder                           |